# Radikal 127
Radikal 127 mit der Bedeutung „Egge“ ist eines von 29 der 214 traditionellen Radikale der chinesischen Schrift, die mit sechs Strichen geschrieben werden. 
Mit 15 Zeichenverbindungen in Mathews’ Chinese-English Dictionary gibt es nur wenige Schriftzeichen, die unter diesem Radikal im Lexikon zu finden sind.
Das Radikal „Egge“ nimmt nur in der Langzeichen-Liste traditioneller Radikale, die aus 214 Radikalen besteht, die 127. Position ein. In modernen Kurzzeichen-Wörterbüchern kann es sich an ganz anderer Stelle finden. Im Neuen chinesisch-deutschen Wörterbuch aus der Volksrepublik China steht es zum Beispiel an 176. Stelle.
Das Schriftzeichen entwickelte sich aus der bildlichen Darstellung einer Deichsel. Die Siegelschrift-Form zeigt ein pflugartiges landwirtschaftliches Gerät.
Als Sinnträger stellt 耒 seine Zeichen in das Umfeld landwirtschaftlicher Geräte oder der Feldbestellung wie in 耘 (= jäten), 耜 (ein altertümliches Ackerbaugerät), 耧 (= Sämaschine), 耪 (= Erde mit einer Hacke lockern), 耢 (= landwirtschaftliches Gerät zum Glätten des Bodens). Nur in wenigen, zudem sehr selten gebrauchten Zeichen fungiert 耒 (lei) als Lautträger, zum Beispiel in 诔 (lei = Nachruf auf einen Toten). In linker Position ist der letzte Strich von 耒 (lei), rechts unten, als Punkt auszuführen wie in 耕 (geng = pflanzen, ackern).

## Schriftzeichenverbindungen, die vom Radikal 127 regiert werden
| Striche | Zeichen           |
| ------- | ----------------- |
| +0      | 耒                |
| +02     | 耓                |
| +03     | 耔                |
| +04     | 耕 耖 耗 耘 耙    |
| +05     | 耚 耛 耜 耝 耞 耟 |
| +06     | 耠                |
| +07     | 耡 耢             |
| +08     | 耣 耤 耥          |
| +09     | 耦 耧             |
| +10     | 耨 耩 耪          |
| +11     | 耫 耬             |
| +12     | 耭 耮             |
| +14     | 耯                |
| +15     | 耰                |
| +16     | 耱 耲             |

 Im Unicodeblock Kangxi-Radikale ist das Radikal 127 unter der Codepointnummer 12.158 (U+2F7E) codiert.